# Colostygia albocincta
Colostygia albocincta là một loài bướm đêm trong họ Geometridae.